# Lill-Stutvattnet
Lill-Stutvattnet är en sjö i Åsele kommun i Lappland och ingår i Gideälvens huvudavrinningsområde. Sjön har en area på 0,163 kvadratkilometer och ligger 301,2 meter över havet. Lill-Stutvattnet ligger i naturreservatet Lill-Stutvattet och i Lilla Stutvattnet Natura 2000-område.

## Delavrinningsområde
Lill-Stutvattnet ingår i det delavrinningsområde (711875-161723) som SMHI kallar för Utloppet av Lill-Stutvattnet. Medelhöjden är 323 meter över havet och ytan är 1,34 kvadratkilometer. Det finns inga avrinningsområden uppströms utan avrinningsområdet är högsta punkten. Vattendraget som avvattnar avrinningsområdet har biflödesordning 2, vilket innebär att vattnet flödar genom totalt 2 vattendrag innan det når havet efter 143 kilometer. Avrinningsområdet består mestadels av skog (74 procent). Avrinningsområdet har 0,16 kvadratkilometer vattenytor vilket ger det en sjöprocent på 12,2 procent.